# Barrage de Sazlıdere
Le barrage de Sazlıdere est un barrage de Turquie.

## Sources
- (en) www.dsi.gov.tr/tricold/sazlider.htm Site de l'agence gouvernementale turque des travaux hydrauliques